# Malpartida de Cáceres (kommunhuvudort)
Malpartida de Cáceres är en kommunhuvudort i Spanien.   Den ligger i provinsen Provincia de Cáceres och regionen Extremadura, i den centrala delen av landet, 260 km väster om huvudstaden Madrid. Malpartida de Cáceres ligger 371 meter över havet och antalet invånare är 4 369.
Terrängen runt Malpartida de Cáceres är platt. Runt Malpartida de Cáceres är det ganska glesbefolkat, med 45 invånare per kvadratkilometer. Närmaste större samhälle är Cáceres, 12,1 km öster om Malpartida de Cáceres. Omgivningarna runt Malpartida de Cáceres är huvudsakligen savann.